# Station Langley
Station Langley is een spoorwegstation aan de Great Western Main Line in de buitenwijk Langley van de Engelse plaats Slough, Berkshire. Het is gelegen in de gemeente Slough.

## Geschiedenis
Het station ligt aan het eerste deel van de Great Western Railway dat op 4 juni 1838 werd geopend. Het station van Langley, op 26,1 km ten westen van Paddington, werd echter pas in 1845 geopend en het stationsgebouw dateert uit 1878.
Vanaf 1 maart 1883 werd het station ook bediend door de treindienst van de District Railway tussen Mansion House en Windsor. Deze dienst werd op 30 september 1885 gestaakt omdat ze onrendabel was. Naast het station ligt het terrein van de vroegere olie overslag Langley Oil Terminal, die als laatste geëxploiteerd werd door EWS.
Op 1 maart 1937 botsten een passagierstrein en een goederentrein bij Langley op elkaar. Eén persoon kwam om het leven en zes raakten gewond.
Langley was in de plannen van Crossrail opgenomen als onderdeel van hun oost-west lijn, de Elizabeth line. De bouw van de Elizabeth line begon in 2008 en zou eind 2018 geopend worden. Het bovengrondse deel van deze lijn ten westen van de stad bestaat uit bestaande spoorlijnen en stations, waaronder Langley, die zijn aangepast voor stadsgewestelijk verkeer. Als voorbereiding werd het beheer van het station eind 2017 overgedragen aan MTR Crossrail die het namens TfL beheerd. De Elizabeth line werd echter pas op 17 mei 2022 geopend, vooruitlopend hierop nam Transport for London op 15 december 2019 de stadsgewestelijke diensten ten westen van Paddington onder haar hoede onder de naam TfL-Rail. De diensten ten westen van Paddington worden sinds 24 mei 2022 gereden onder de naam Elizabeth Line al moesten reizigers tot 6 november 2022, in Paddington overstappen tussen de bovengrondse perrons van het westelijke deel van de lijn en de ondergrondse perrons van het oostelijke deel van de Elizabeth Line.

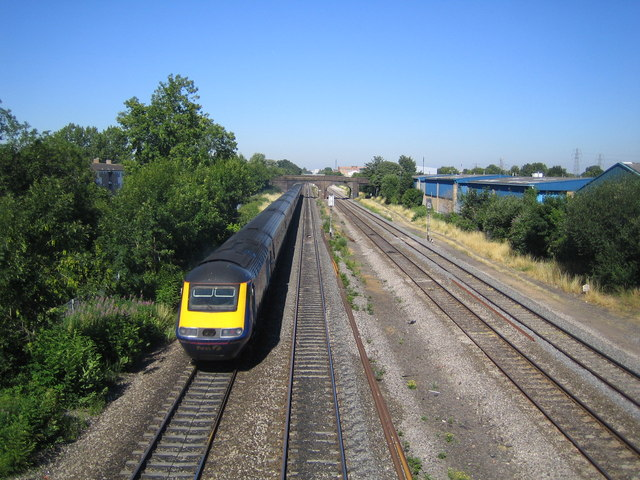
Een HST op de Great Western Main Line ten westen van Langley in 2006 op weg naar het westen.
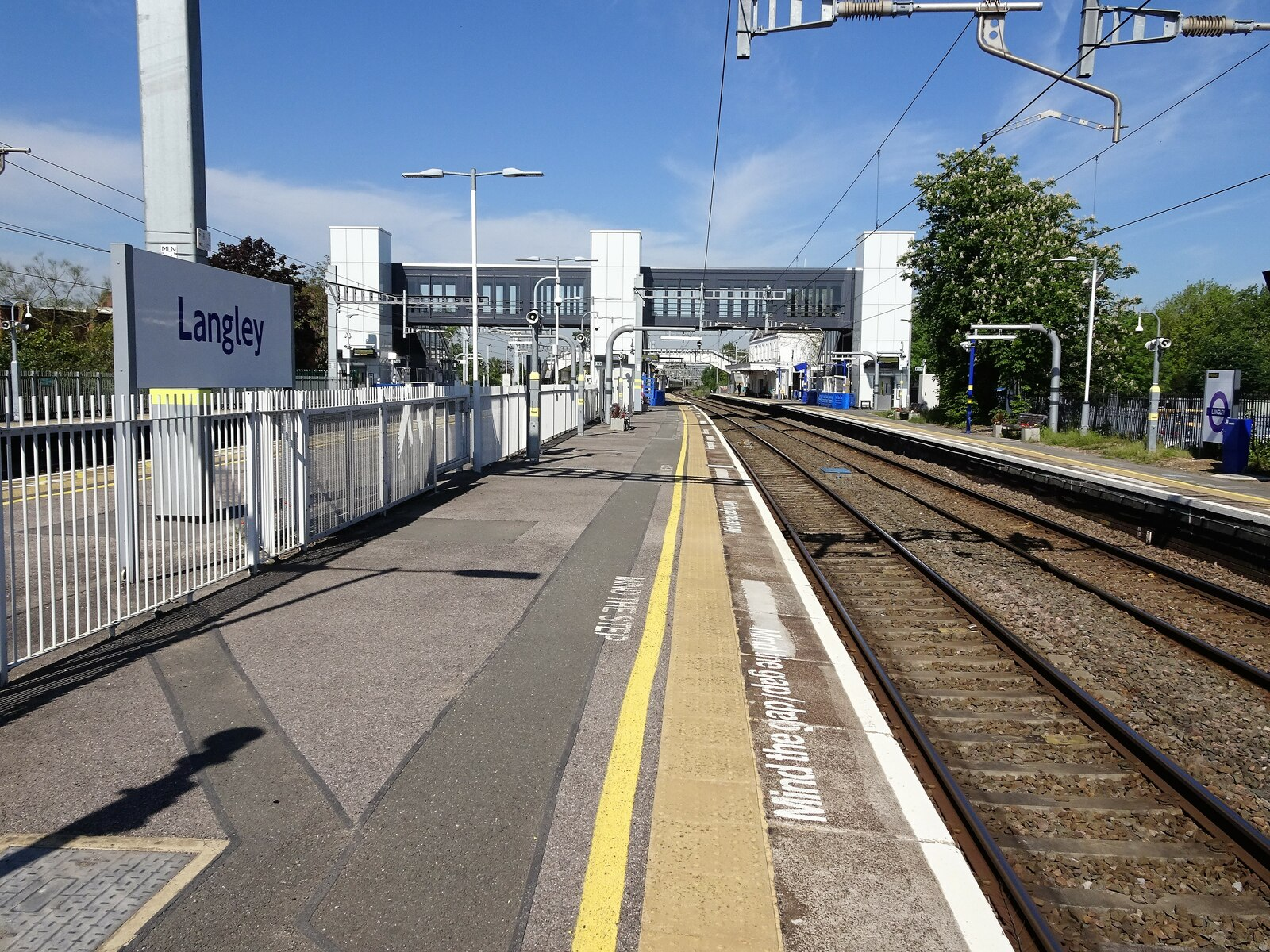
De perrons in de huisstijl van de Elizabeth line met de loopbrug met liften.
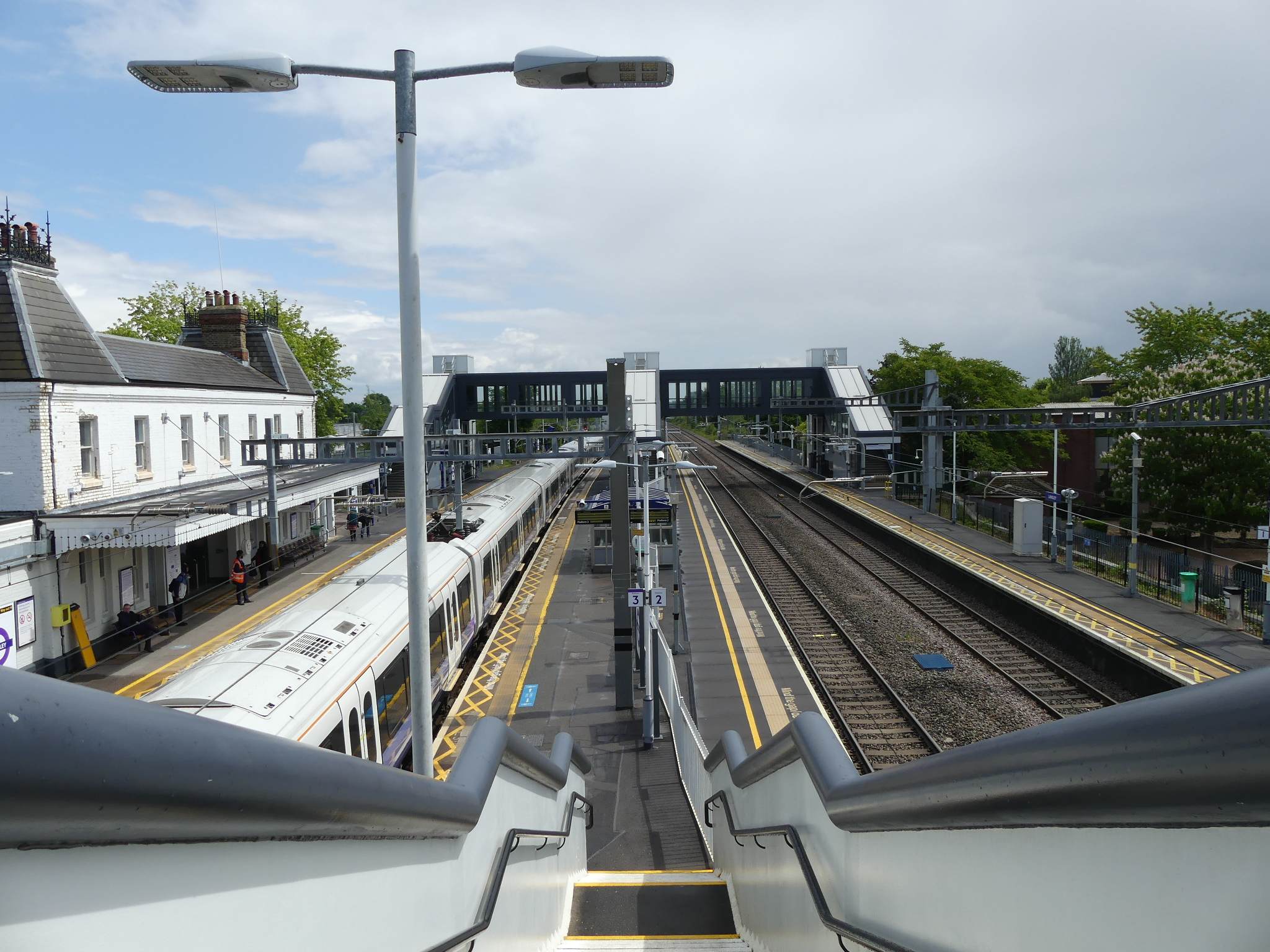
Het station gezien vanaf de oorspronkelijke loopbrug.

## Reizigersdienst
De reizigersdienst wordt geheel verzorgd door de Elizabeth line met in de daluren: 
- 4tph naarAbbey Wood
- 4tph naar Maidenhead, waarvan 2tph verder naar Reading

Treinen worden gevormd uit klasse 345 Aventra-treinen met negen rijtuigen. Omdat de perrons korter zijn dan de treinen, gaan alleen in de eerste vier rijtuigen deuren open. Network Rail ontwikkelt plannen voor de  Western Rail Approach to Heathrow. Dit is een nieuwe spoorverbinding om een directe verbinding naar de luchthaven te bieden vanuit Reading en Slough. Het ontwerp van de lijn voorziet een aansluiting op de Great Western Main Line net ten oosten van Langley en een tunnel naar de bestaande perrons onder terminal 5 op Heathrow.